# Muzej Albertina u Beču
Albertina je bečki muzej u kojem se čuva jedna od najvećih i najpoznatijih grafičkih zbirki na svijetu s oko 65.000 crteža i preko milijun grafika. Muzej je smješten u palači svog osnivača, nadvojvode Alberta Kasimira von Sachsen-Teschena, po kojemu je dobio i ime. Nalazi se u samom središtu Beča u neposrednoj blizini čuvene Bečke državne opere i Hotela Sacher. 

## Povijest
Nadvojvoda Albert postavio je grafičku zbirku sedamdesetih godina 18. stoljeća u dvorcu Pressburg, u kojem je obitavao kao guverner Kraljevine Ugarske od 1765. do 1781. godine. Na današnjem mjestu u bečkoj palači Nadvojvode Albrechta, Albertina se nalazi od 1795. godine, a za javnost je prvi put otvorena 1822. godine. Po Albertovoj smrti zbirka i sama palača pripali su njegovim nasljednicima - nadvojvodama Karlu te kasnije Albrechtu i Friedrichu, koji su nastavili s obogaćivanjem grafičke zbirke.
Od 1919. godine zbirka je u posjedu Republike Austrije, te se 1920. spaja sa zbirkom grafika bivše Carske dvorske biblioteke. Zbirka i palača u kojoj je smještena nose od 1921. godine današnji naziv Albertina.

## Kolekcija
U muzeju se između ostalih čuvaju i djela Leonarda da Vincija, Michelangela, Raffaela, Peter Paul Rubensa, Oskara Kokoschke, Rembrandta, Albrechta Dürera, Gustava Klimta i Egona Schielea.
- Leonardo da Vinci, Skica za Posljednju večeru, oko 1494.
- Albrecht Dürer, Zec, 1502., 25 x 23 cm
- Rafael, Gospa od nara, oko 1504.
- Hieronymus Bosch, Čovjek-drvo, bakropis, oko 1505.
- Michelangelo Buonarroti, Pieta, oko 1530.
- Lucas Cranach Stariji, Otac Martina Lutera
- Pieter Bruegel Stariji, Velika riba jede male ribe, oko 1556.
- Hans Holbein mlađi, Loš rat, bakropis
- Peter Paul Rubens, Portret sina Nicolaasa, oko 1626.
- Rembrandt, Slon, 1637.
- Jean-Antoine Watteau, Dijana na kupanju, oko 1715.
- Giovanni Battista Tiepolo, Gospa s Djetetom i svecom, oko 1755.
- Jean-Honoré Fragonard, Djevojka sa svizcem, pastel
- Alexander Roslin, Nadvojvoda Albert von Sachsen-Teschen, 1777.
- Alexander Roslin, Nadvojvotkinja Marija Kristina Lubimirska, 1778.
- John Henry Fuseli, Terezije proriče Odiseju, oko 1783.
- Francisco de Goya, Slijepi radnik, oko 1818.
- Caspar David Friedrich, Arkona u zalasku, crtež
- Jakob Alt, Veliki trg sa Šibenskom katedralom, 1841.
- Rudolf von Alt, Katedralni trg u Splitu, 1841.
- Alfred Sisley, Obale rijeke Loing, 1877.
- Henri de Toulouse-Lautrec, Bijeli konj Gazelle, 1881.
- Paul Cézanne, Farma u Normandiji, oko 1885.
- Gustav Klimt, Dama u ogrtaču, oko 1897.
- Pierre-Auguste Renoir, Portret djevojčice
- Edgar Degas, Dvije plesačice, oko 1905.
- Edvard Munch, Zimski krajolik
- Egon Schiele, Akt
- Ernst Ludwig Kirchner, Ženski akt (dodo)
- Paul Signac, Venecija, ružićasti oblak, 1909.
- Alexei Jawlensky, Djevojka s cvjetnim šeširom, 1910.
- August Macke, Obojena kompozicija oblika, 1914.
- Claude Monet, Jezero s lopočima, oko 1918.
- Amedeo Modigliani, Djevojka u košulji, oko 1918.
- Kazimir Maljevič, Čovjek u suprematističkom krajoliku
- Chaim Soutine, Fazan, oko 1924.

## Vanjske poveznice
- www.albertina.at
- Pohrana umjetničkih djela